# Alconeura obliquata
Alconeura obliquata är en insektsart som först beskrevs av Henry Fairfield Osborn 1928.  Alconeura obliquata ingår i släktet Alconeura och familjen dvärgstritar.
Artens utbredningsområde är Bolivia. Inga underarter finns listade i Catalogue of Life.